# Rustam Iambulatov
Rustam Iambulatov (în rusă Рустам Ямбулатов; n. 10 noiembrie 1950, Toshkent, Republica Sovietică Socialistă Uzbecă, URSS) este un trăgător de tir ce a reprezentat Uniunea Republicilor Sovietice Socialiste, medaliat olimpic. A participat la o ediție a Jocurilor Olimpice (1980) în care a câștigat o medalie de argint.